# Heggatta, Arsikere
Heggatta là một làng thuộc tehsil Arsikere, huyện Hassan, bang Karnataka, Ấn Độ.